# Manfred Ewald

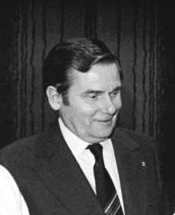
Manfred Ewald (1980)

Manfred Ewald (Podejuch (bij Stettin), 17 mei 1926 -  Damsdorf, 21 oktober 2002) was de belangrijkste sportbestuurder van de DDR.
Ewald zat tijdens zijn middelbareschooltijd op een Nationalpolitische Erziehungsanstalt, een nationaalsocialistisch internaat, en kreeg zijn beroepsopleiding tussen 1940 en 1943 in het stadsbestuur van Stettin. Aansluitend kreeg hij een opleiding tot pantsergrenadier in Kalisch. In 1944 werd hij lid van de NSDAP. Aan het eind van dat jaar raakte hij gewond, waarbij hij twee vingers van zijn rechterhand verloor. Hij werd krijgsgevangen gemaakt door het Rode Leger.
In 1945 was Ewald mede-oprichter van de KPD in Podejuch en in Löcknitz. Hij moest uit Podejuch vertrekken en werd in Greifswald actief in de antifascistische jeugdbeweging. In 1946 werd hij lid van de SED en de FDJ. Van 1946 tot 1948 was hij districtssecretaris van de FDJ in Greifswald en vanaf 1947 ook lid van de Centrale Raad van de FDJ. 
Van 1952 tot 1960 was hij voorzitter van het Staatliche Komitee für Körperkultur und Sport (Stako). In 1961 werd Ewald voorzitter van de centrale sportorganisatie van de DDR, de Deutsche Turn- und Sportbund (DTSB). In 1973 werd hij ook voorzitter van het Oost-Duitse Olympisch Comité. Vanaf 1963 was Ewald ook lid van het Centraal Comité van de SED.
Ewald wordt gezien als drijvende kracht achter de sportieve prestaties van de DDR. In 1988 moest Ewald het veld ruimen en werd afgezet als voorzitter van de DTSB.
Na de Duitse Hereniging werd Ewald veroordeeld tot een voorwaardelijke straf van 22 maanden vanwege zijn rol in het toedienen van doping aan DDR-sporters.
- Gemeinsame Normdatei: 11922724X
- International Standard Name Identifier: 0000 0000 3161 4567
- Library of Congress Control Number: n95103331
- Système universitaire de documentation: 078904196
- Virtual International Authority File: 57420060
- WorldCat: E39PBJqqqwWxHWr86CVtjdjwG3